# Boswell Williams
Boswell Bennie Williams(16 de maio de 1926 - 20 de julho de 2014) foi um político de Santa Lúcia.

## Carreira política
Williams foi representante do distrito de Vieux Fort de 1974 a 1979. Ele foi indicado pela rainha Elizabeth II como Governador-Geral em 19 de junho de 1980, substituindo Allen Montgomery Lewis, pai do Primeiro-Ministro Vaughan Lewis. Ele assumiu inicialmente como um Governador representativo, se tornando Governador-Geral em dezembro de 1981. Williams teve que confrontar a mais grave crise constitucional do país depois de problemas com rejeição do projeto orçamentário envolvendo o Primeiro-Ministro Allan Louisy. Encerrou seu mandato em 13 de dezembro de 1982.

Faleceu em casa, em Sans Soucis, em 20 de julho de 2014.